# Amir Perec
Amir Perec (hebr.: עמיר פרץ; ur. 9 marca 1952) – izraelski polityk. W latach 2005–2007 oraz od 2019 przewodniczący Partii Pracy, w latach 1995–2006 przewodniczący Histadrutu, w latach 2006–2007 minister obrony, w latach 2013–2014 minister ochrony środowiska, w latach 2020–2021 minister gospodarki, w latach 1988–2012 i od 2013 poseł do Knesetu.

## Wczesne lata
Urodził się jako Armand Perec w mieście Bu Dżad, w Maroku. Jego ojciec był przewodniczącym miejscowej społeczności żydowskiej i właścicielem stacji benzynowej. Rodzina dokonała alijji (wyemigrowała do Izraela) w 1956. Osiedlili się w mieście Sederot, gdzie Perec ukończył szkołę średnią.
Służył w Izraelskich Siłach Obronnych jako oficer zaopatrzeniowy w 202 Brygadzie, służbę zakończył w stopniu kapitana. W czasie wojny Jom Kipur w 1973 był ciężko ranny. Spędził rok w szpitalu na rehabilitacji. Po opuszczeniu szpitala, zakupił farmę we wiosce Nir Akiwa. Ciągle poruszając się na wózku, rozpoczął hodowlę warzyw i kwiatów na eksport. W tym czasie spotkał swoją obecną żonę Ahlamę i wziął z nią ślub. Mają czwórkę dzieci.

### Kariera polityczna

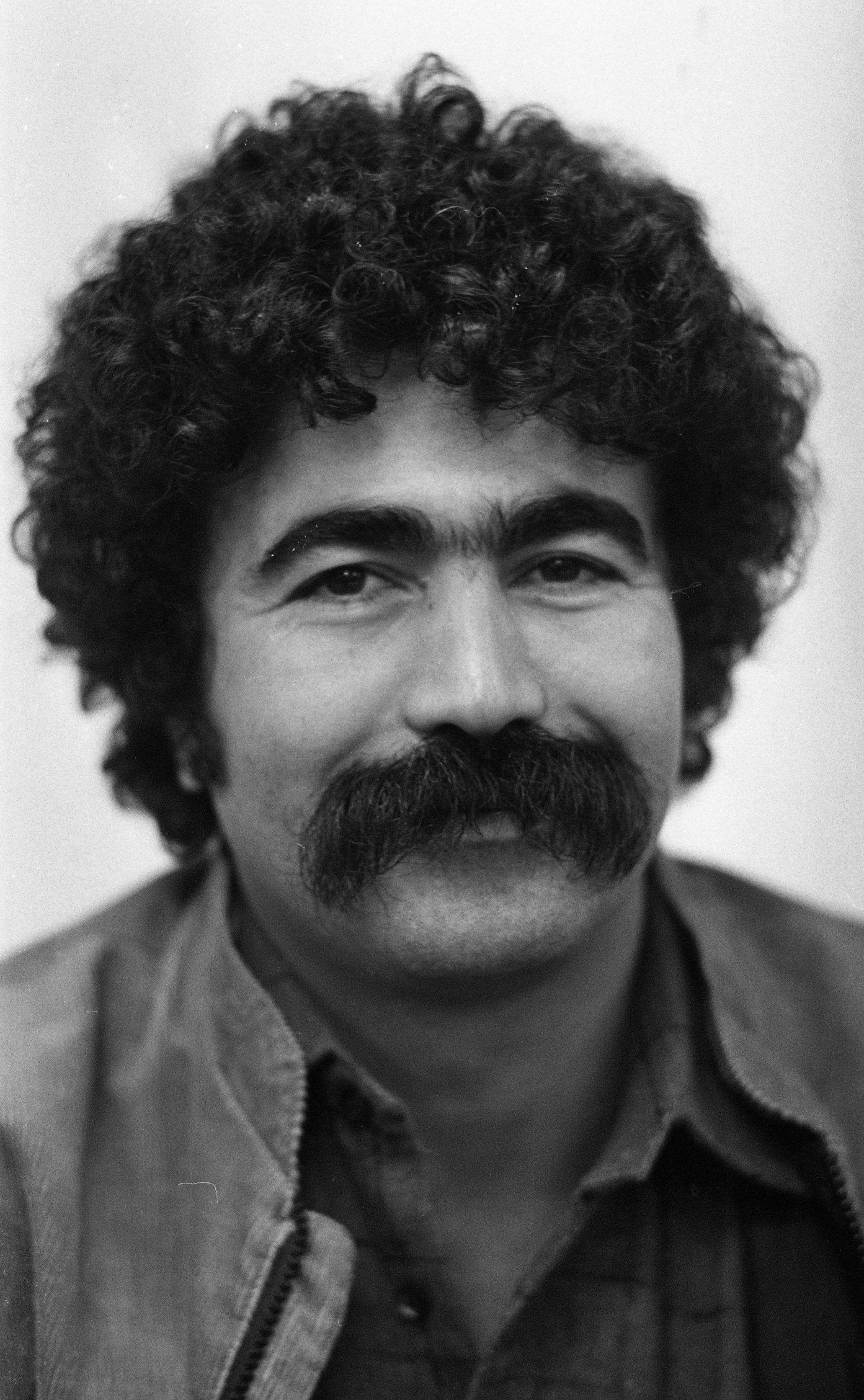
Amir Perec w 1983 roku

W 1983 roku, w wieku 30 lat, za namową przyjaciół, Perec wystartował w wyborach na burmistrza Sederot, jako kandydat Partii Pracy. Zwyciężył, przełamując lokalną hegemonię polityków Likudu i Narodowej Partii Religijnej (Mafdal). Był to początek pewnej „fali” odzyskiwania przez lewicę lokalnych władz w późnych latach ’80. Jako burmistrz szczególny nacisk położył na edukację i pracę nad ponownym zespoleniem podzielonego ruchu kibucowego.

#### Histadrut
W 1984 roku, po nieudanej próbie przejęcia stanowiska przewodniczącego w Histadrucie, Perec połączył siły z Chajjimem Ramonem. Obaj wystartowali z niezależnej listy w celu wyeliminowania kandydata ówczesnego szefa Partii Pracy, Icchaka Rabina. Wygrali, a Perec został zastępcą Ramona. To spowodowało jego izolację w łonie Partii Pracy. W 1988 roku Perec został wybrany na członka Knesetu.
Perec został przewodniczącym Histadrutu w grudniu 1995, gdy Ramon wszedł w skład rządu po zabójstwie Rabina. We wczesnych latach swego przywództwa był postrzegany jako osoba „w gorącej wodzie kąpana”, chętnie używająca groźby strajku generalnego w rozmowach z pracodawcami. Czasami do ogłoszenia strajku generalnego wystarczyła mu jedna nieopatrzna wypowiedź, jak to było z ministrem finansów Ja’akowem Ne’emanem w 1996 roku. W późniejszych latach Perec stał się dużo bardziej zrównoważonym przywódcą, np. w czasie gdy ministrem finansów był Binjamin Netanjahu, współpraca pomiędzy nim a Perecem układała się całkiem dobrze. Dzięki niej doszło do reform, które „pchnęły” Izrael w kierunku bardziej liberalnej ekonomiki gospodarczej. W tym czasie Perec zasłynął m.in. powiedzeniem iż najbardziej skuteczny strajk to taki, który nigdy nie nastąpi.

#### Am Echad
W 1999 Perec zrezygnował z członkostwa w Partii Pracy i utworzył własne ugrupowanie, Am Echad („Jeden Naród”). Otrzymało ono dwa miejsca w Knesecie po wyborach w 1999 roku oraz trzy po wyborach w 2003. z biegiem czasu, na skutek spadku popularności Partii Pracy z powodu jej uczestnictwa w rządzie Likudu i wolnorynkowych reform ministra finansów Netanjahu, poparcie dla Pereca pośród klasy pracującej Izraela rosło. Na początku 2004 roku opisywano go nawet jako „białego rycerza, który uratuje Partię Pracy z opresji”. Po długich negocjacjach z Szimonem Peresem i innymi liderami tego ugrupowania, Am Echad połączył się z Partią Pracy latem 2004 roku.

#### Powrót do Partii Pracy
Po połączeniu, Perec ubiegał się o stanowisko przewodniczącego, opowiadając się za zakończeniem współpracy z Likudem przewodzonym przez Ariela Szarona i powrotem do tradycyjnej socjalnej polityki Partii Pracy. 9 listopada 2005 pokonał w wewnątrzpartyjnych wyborach Peresa, stosunkiem 42 do 40% oddanych głosów. Trzecie miejsce zajął były minister obrony Binjamin Ben Eli’ezer. Po tym zwycięstwie, Perec zrezygnował ze swojego stanowiska w Histadrucie i skupił się na kampanii w wyborach parlamentarnych, chcąc zostać premierem.

#### Wybory w 2006

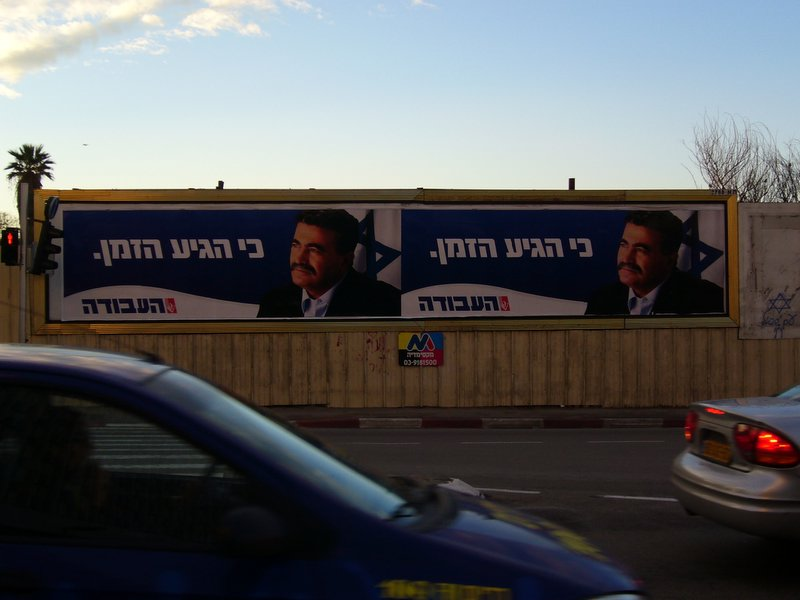
Billboardy wyborcze z podobizną Peretza w styczniu 2006 r., napis głosi: „Ki Higiyah Hazman” – „Ponieważ Nastał Czas”

W wyborach z 28 marca 2006 roku Partia Pracy zajęła drugie miejsce, zdobywając 20 mandatów. Zwyciężyła Kadima pod przywództwem p.o. premiera Ehuda Olmerta. Ugrupowanie Pereca po negocjacjach dotyczących kwestii socjalnych (głównie zwiększenia w Izraelu wysokości płacy minimalnej) weszło do rządu razem z partią emerytów Gil i religijnym Szasem. Amir Perec został ministrem obrony.
Perec przejął tekę od poprzedniego ministra obrony, Sza’ula Mofaza. Został także wicepremierem. Już pierwszego dnia sprawowania swego urzędu, Perec wydał polecenie przeprowadzenia ataku rakietowego w wyniku którego zginęło pięciu członków Ludowego Frontu Wyzwolenia Palestyny. 9 czerwca, kiedy to siedmiu Palestyńczyków zostało zabitych przez eksplozję na plaży w Strefie Gazy, Perec w odpowiedzi na zarzuty pod adresem armii izraelskiej, przeprosił za jej działania. Później, kiedy okazało się, iż sprawa nie jest tak oczywista, jak to się na początku zdawało, wycofał swe przeprosiny.

#### Ruch (Ha-Tenu’a)
6 grudnia 2012 opuścił szeregi Partii Pracy i przystąpił do nowej partii stworzonej przez Cippi Liwni – Ruch (Ha-Tenu’a), a w wyborach w 2013 zdobył po raz kolejny mandat posła. W rządzie Binjamina Netanjahu
został ministrem ochrony środowiska.
Zrezygnował ze stanowiska 11 listopada 2014 w sprzeciwie wobec, zbyt liberalnych jego zdaniem, planów budżetowych rządu.
W wyborach parlamentarnych 2015 roku zdobył mandat z ramienia Unii Syjonistycznej – sojuszu Ruchu i Partii Pracy.

#### Powrót do Partii Pracy i ponowne przywództwo
Powrócił do Partii Pracy i wystartował w wyborach na szefa partii w lipcu 2017, przegrywając z Awim Gabbajem.
W wyborach w kwietniu 2019 uzyskał reelekcję z listy Partii Pracy. W czerwcu zapowiedział, że wystartuje w wyborach na stanowisko przewodniczącego Partii Pracy, po tym jak dotychczasowy lider laburzystów Awi Gabbaj ogłosił rezygnację w związku z najgorszym wynikiem wyborczym w historii. Jego rywalami byli Setaw Szafir i Icik Szmuli. 2 lipca ogłoszono, że nowym przewodniczącym został Perec, który uzyskał 47% głosów, druga była Szafir (26,9%), zaś trzeci Szmuli (26,3%).
Od 17 maja 2020 minister ekonomii i przemysłu w 35. rządzie. Funkcję sprawował do 13 czerwca kiedy to po utworzeniu 36. rządu zastąpiła go na tym stanowisku Orna Barbiwaj.

## Poglądy i przekonania
Perec jest zadeklarowanym zwolennikiem państwa socjalnego. W kampanii wyborczej powiedział m.in. „w przeciągu dwóch lat po objęciu przeze mnie stanowiska, usunę nędzę wśród dzieci w Izraelu”. Jednakże często także podkreśla swoje poparcie dla wolnego rynku. Za takie przesunięcie w okolice ekonomicznej tzw. „trzeciej drogi”, a także z powodu ciepłej osobowości, często jest porównywany do prezydenta Brazylii, Luiza Inacio Luli da Silvy. Czasem także mówiono o nim „izraelski Wałęsa”, nawiązując do sumiastych wąsów i roli „trybuna ludu”.
W sprawach związanych ze stosunkami z Palestyńczykami i krajami arabskimi, Perec uważany był za zajmującego „gołębią” pozycję. Był jednym z pierwszych członków ruchu pacyfistycznego Pokój Teraz. Wchodził też w latach 80., w skład „Ósemki” – grupy posłów Partii Pracy, przewodzonej przez Josiego Beilina dążących do założenia stałej instytucji zajmującej się sprawami procesu pokojowego z Palestyńczykami.
Perec łączy proces pokojowy z wewnętrznymi sprawami socjalnymi Izraela. Twierdzi, iż wciąż nierozwiązany konflikt z Palestyńczykami jest przyczyną najbardziej trapiących problemów socjalnych, takich jak np. rosnąca nierówność społeczna. Postuluje, aby fundusze przeznaczane na budowę nowych osiedli żydowskich przeznaczać na rozwiązywanie wewnętrznych problemów izraelskiego społeczeństwa.
Wygląda jednak na to, iż po wejściu do rządu i objęciu stanowiska ministra obrony, jego poglądy w sprawie Palestyńczyków zmieniły się. Było to widoczne zwłaszcza podczas kofliktu z Libanem, jak również działań wojsk izraelskich skierowanych przeciwko Hamasowi, prowadzonych w Strefie Gazy. W wyniku ataku lotnictwa na Kanę w Libanie, w którym zginęło wiele dzieci, arabski deputowany do Knesetu, Ibrahim Sarsur nazwał Pereca „mordercą dzieci”. Inny Arab w izraelskim parlamencie, Ahmad at-Tajjibi powiedział do niego natomiast „jesteś człowiekiem wojny, nie jesteś już człowiekiem pokoju”.